# Allamanda cathartica
Allamanda cathartica, известна и като златна тромпетна лоза, обикновена тромпетна лоза, и жълта аламанда, е вид цъфтящо растение от род аламанда (Allamanda) от семейство Олеандрови (Apocynaceae). Родом е от Бразилия. Това растение е цитирано във Flora Brasiliensis от Карл Фридрих Филип фон Мартиус.
Растението не се усуква, няма мустачета или въздушни корени. Може да се подрязва под формата на храст. Ако не се подрязва, може да се разтегне на височина 6 м.

## Символика
Град Canóvanas, Пуерто Рико е приел този вид, известен на местно ниво като canario amarillo, като свое официално цвете.